# Parcs industriels en Espagne
Cette liste (non exhaustive) présente les principales zones industrielles des capitales des différentes Provinces d'Espagne.

## Albacete
- Parc Scientifique et Technologique d'Albacete
- Zone industrielle de Campollano

## Alicante/Elche
- Parc industriel d'Elche
- Zone industrielle de Rabasa
- Zone industrielle de Llano Espartall
- Zone industrielle de Las Atalayas
- Mercalicante

## Almería
- Parc Scientifique et Technologique d'Almeria
- Zone industrielle de El Puche
- Zone industrielle de San Rafael

## Ávila
- Zone industrielle de Las Hervencias de Avila

## Avilés
- Parc d'entreprise de la Principauté des Asturies
- Zone industrielle de La Granda

## Badajoz
- Zone industrielle de El Nevero

## Barcelone
- Zone industrielle de la Zone franche de Barcelone
- Zone industrielle du Port de Barcelone

## Bilbao
- Mercabilbao
- Zone industrielle de Legizamon
- Zone industrialo-portuaire de Zorrozaure
- Zone industrialo-portuaire de La Punta
- Parc Technologique de Zamudio
- Zone industrialo-portuaire de La Naval
- Megapark Baracaldo
- Parc d'entreprise de Abra

## Burgos
- Zone industrielle de Villalonquejar
- Zone industrielle de Burgos-Est
- Parc Technologique de Burgos

## Cáceres
- Zone industrielle de Capellianas
- Zone industrielle de Ganadero de Cáceres
- Zone industrielle de Charca Musia

## Cadix/El Puerto de Santa María
- Parc Technologique TecnoBahia
- Zone Franche de Cadix
- Parc d'entreprise de Poniente
- Parc d'entreprise de Levante
- Zone industrielle de Fadricas
- Zone industrielle de Tres Caminos
- Zone industrielle de El Trocadero
- Zone industrielle de Antiguos Astilleros
- Zone industrielle de El Palmar
- Zone industrielle de Salinas de Levante

## Cordoue
- Parc Scientifique et Technologique de Cordoue - Rabanales 21
- TecnoCordoba
- Zone industrielle de Torrecillas
- Zone industrielle de Armagacena
- Zone industrielle de Chinales
- Zone industrielle de Las Quemadas

## Gijón
- Parc Scientifique et Technologique de Gijon
- Zone industrielle de La Penona
- Zone industrielle de Los Campones

## Grenade
- Zone industrielle de Juncaril
- Zone industrielle de Asegra
- Parc Technologique de la Science et de la Santé
- Parc Métropolitain Industriel et Technologique
- Parc d'entreprise Alhendin

## Getafe
- Parc industriel de Getafe
- Zone industrielle de El Roson

## Huesca
- Parc Technologique de Walqa
- Zone industrielle de Huesca-Sepes
- Zone industrielle de La Magantina
- Zone industrielle de Martinez de Velasco
- Plateforme Logistique Huesca-Sud

## Jaén
- Parc Scientifique et Technologique de l'Huile et de l'Olivier - Geolit
- Parc d'entreprise Nuevo Jaen
- Zone industrielle de Los Olivares

## Mataró
- Zone industrielle de El Rengle

## Motril
- Zone industrielle de Alboran
- Zone industrielle de La Celulosa

## Pontevedra
- Zone industrielle de O Campiño
- Zone industrielle de A Reigosa
- Zone industrielle de Barro-Meis

## Séville
- Parc d'entreprise Los Llanos
- Parc d'entreprise Torneo
- Parc Technologique et Aéronautique d'Andalousie - Aéropolis
- Cartuja 93
- Parc Industriel de Seville
- Parc Industriel de Dos Hermanas
- Zone industrielle de Los Canos
- Zone industrielle de Los Espartales
- Zone industrielle de San Jeronimo
- Zone industrielle de Navisur
- Zone industrielle de Navexpo
- Zone industrielle de Mercedes Barris
- Zone industrielle de Calonge
- Zone industrielle de La Red
- Zone industrielle de Carretera Amarilla
- Zone industrielle de El Pino
- Zone industrialo-portuaire l'Avenida La Raza
- Zone industrielle de Fuete de Rey
- Zone industrielle de Carretera de La Isla
- Zone industrielle de Hacienda Dolores

## Tarragone
- Zone industrielle de Riuclar
- Zone industrielle d'Entrevies